# Samuel Hoare
Samuel John Gurney Hoare, vizconde de Templewood (Londres, Inglaterra; 24 de febrero de 1880-Ib., 7 de mayo de 1959), conocido como sir Samuel Hoare, fue un político británico conservador y miembro fundamental de la comunidad de Inteligencia internacional que sirvió en diversos puestos clave en el gabinete de los gobiernos conservadores de los años 1920 y 1930.

## Durante la Primera Guerra Mundial
En Italia, conoció y reclutó al exlíder socialista Benito Mussolini en nombre del servicio de inteligencia británico de ultramar.
Documentos recientemente publicados demuestran que los servicios de espionaje de Gran Bretaña ayudaron a Mussolini para financiar sus primeras incursiones en la política italiana como un político de derechas.
Con la esperanza de mantener a Italia en su lado en 1917, durante la Primera Guerra Mundial el espionaje británico dio a Mussolini, que entonces tenía 34 años y era editor de un periódico de derechas, un salario de £100 semanales para mantener su propaganda a favor de la guerra.

## Biografía
Fue secretario de Estado del Aire durante la mayor parte de la década de 1920 y brevemente de nuevo en 1940. Fue más conocido por servir como secretario de Relaciones Exteriores en 1935, siendo coautor del famoso Pacto de Hoare-Laval junto con el primer ministro francés Pierre Laval.
Ferviente anticomunista, perteneció a aquel grupo de políticos y militares conservadores que, desde el mismo establecimiento del Gobierno bolchevique en Rusia, era partidario de una intervención armada occidental contra el comunismo. En este contexto, se desempeñó como dirigente de la Unión Antisocialista y Anticomunista.
En 1936 se convirtió en primer Lord del Almirantazgo, luego sirvió como ministro del Interior en el periodo 1937-1939. Respaldó plenamente la política de apaciguamiento hacia las potencias fascistas llevada a cabo por Neville Chamberlain: el 10 de marzo de 1939 llegó a afirmar que dicha estrategia conduciría a una nueva «edad de oro», aunque tan solo cinco días después Hitler ordenaba la invasión de Checoslovaquia, lo que supuso la indignación de la opinión pública británica y el descrédito de los partidarios del apaciguamiento.
Fue embajador británico en España entre 1940 y 1944, donde se le encomendó como objetivo primordial evitar la entrada de dicho país en la Segunda Guerra Mundial a favor del Eje.